# 엘베의 맹세

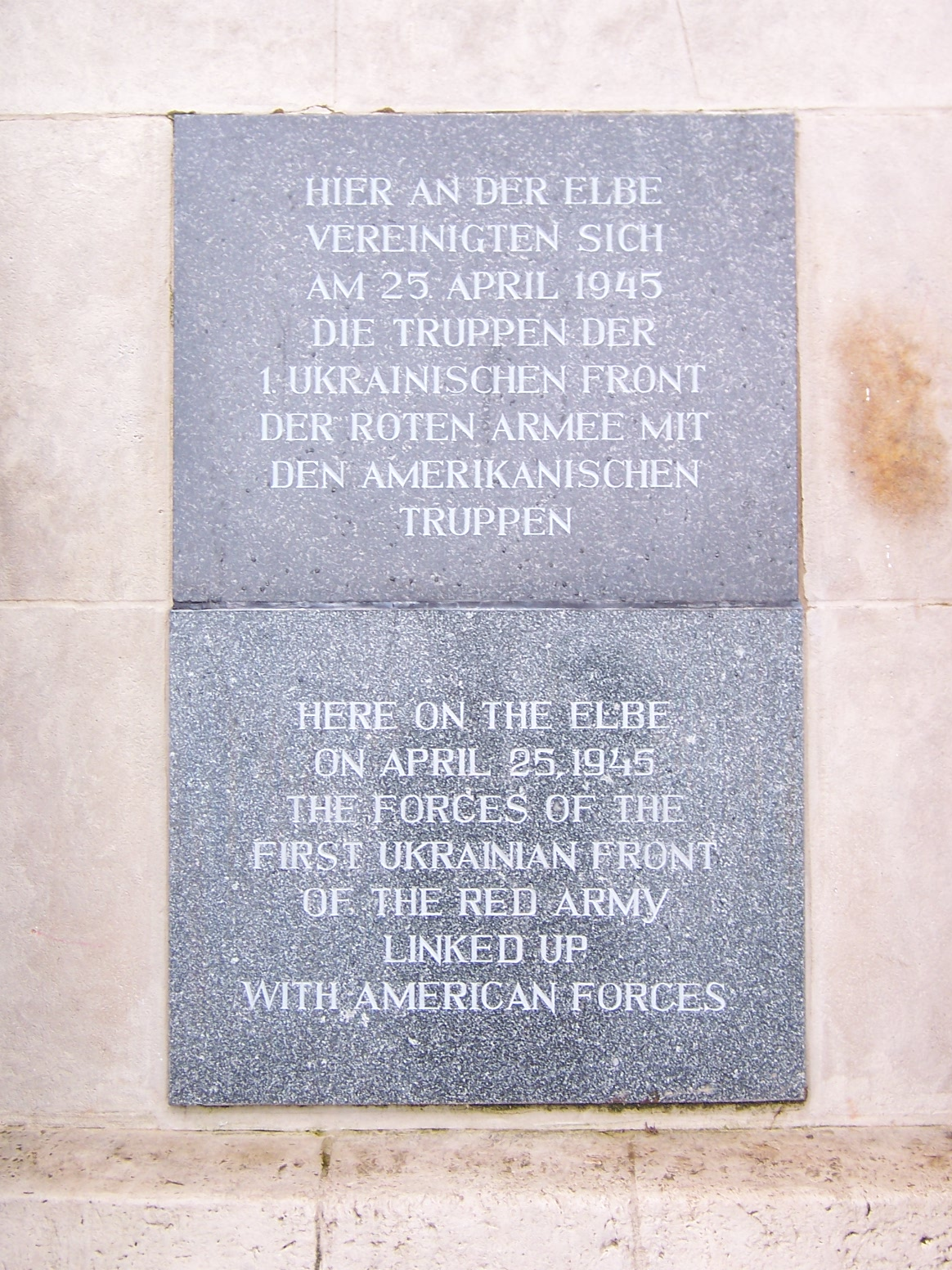
기념비

엘베의 맹세(영어: Elbe day)는 제2차 세계 대전 말기인 1945년 4월 25일에 나치 독일을 괴멸시키기 위해 동진을 계속 하던 연합국 측의 미군의 제69보병사단과 서진을 하던 소련 붉은 군대의 제58전위사단이 독일 동부를 흐르고 있는 엘베강의 연안, 작센 주 토르가우에서 처음으로 조우한 사건을 일컫는다. 이 사건은 베를린 함락의 일주일 전이며 토르가우는 드레스덴과 마그데부르크의 거의 중간지점으로 종전 후엔 동독에 소속되었다.
이 사건은 소련에서는 「엘베 강의 만남」(노어:Встреча на Эльбе)라 불렀고 또한 동명의 영화가 만들어졌다. (감독:그레고리 알렉산드로프, 음악:드미트리 쇼스타코비치) 미합중국에선 「엘베의 날」(Elbe day)로 기억하고 있다.

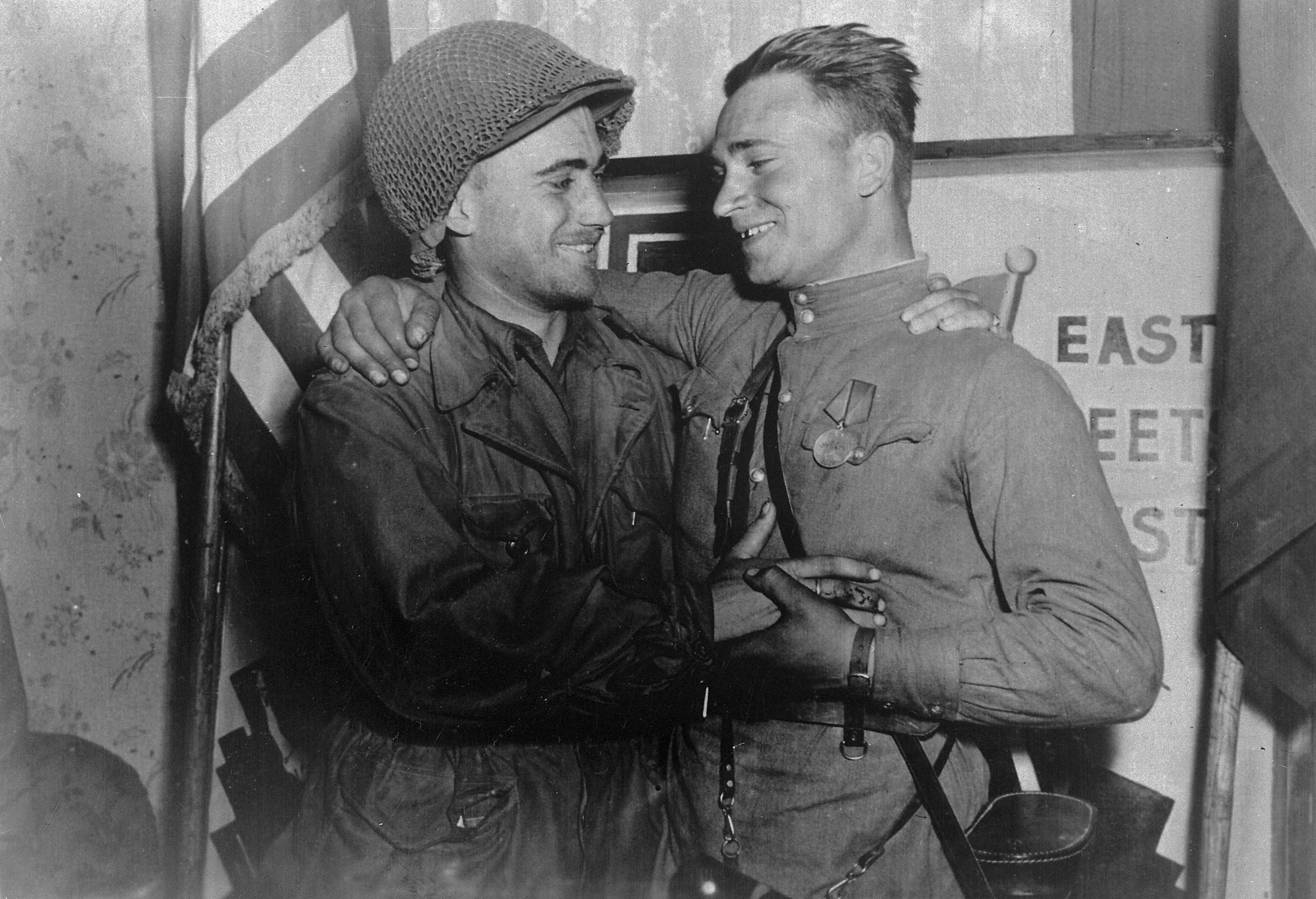
어깨동무를 하고 있는 미군의 윌리엄 로버트슨 소위와 소련군의 알렉산드르 실바쉬코 중위. 두 사람뒤로 East Meets West라는 포스터가 보인다.

## 참고 자료
- 《엄마와 아이가 보는 엘베의 맹세》사오토메 카츠모토, 쿠사노네 출판협회 (2001년)